# Tram van Voltsjansk

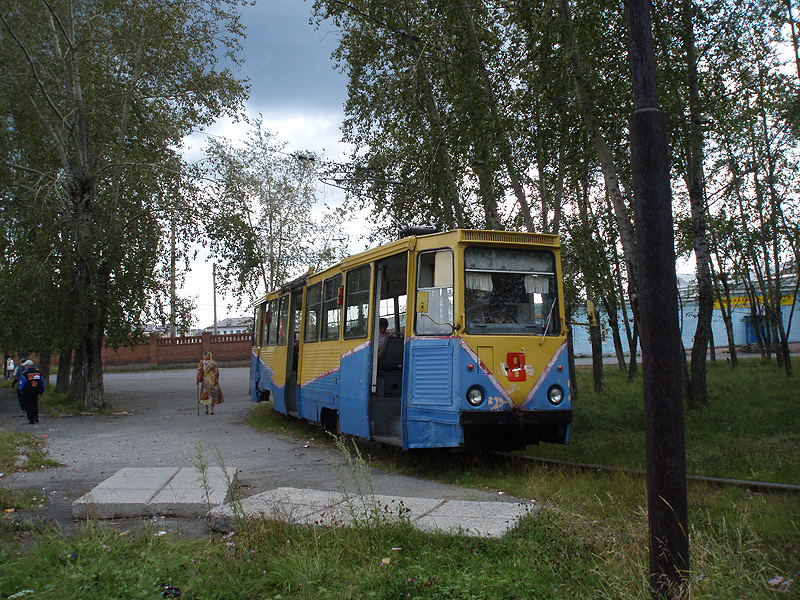
KTM-5 tram aan het eindpunt Lesnaja Voltschanka

De tram van Voltsjansk (Russisch: Волчанский трамвай) werd geopend op 31 december 1951 en verbindt de Siberische stad Voltsjansk (Oblast Sverdlovsk) met de wijk Lesnaja Voltschanka. De tramlijn is aangelegd met de Russische spoorwijdte van 1524 mm en bestaat uit een 7,9 kilometer lang, enkelsporig traject dat het karakter heeft van een streektramlijn.
In 1953 werd een circa 16 kilometer lange lijn naar Karpinsk geopend maar deze werd al in 1965 opgeheven en vervangen door een buslijn. De tram werd aangelegd om Voltsjansk, dat arbeiders huisvest van de nabijgelegen bruinkoolmijnen in dagbouw, te verbinden met het meest nabij gelegen spoorwegstation in Lesnaja Voltschanka. De stad telde op het hoogtepunt van de bruinkoolontginning circa 36.000 inwoners maar het aantal daalde al naar 14.900 in 1989 en minder dan 10.000 tegenwoordig. Dit ging gepaard met een significante afname van het tramverkeer.

## Exploitatie
Er bestaan geen uitwijksporen meer waardoor de lijn in reguliere dienst geëxploiteerd wordt door één tram met een uurfrequentie. Sinds mei 2010 is er tussen 10 en 16 uur evenwel geen bediening meer. Van de twaalf haltes die de lijn telt worden er zeven vast bediend; de overige haltes zijn op verzoek. In 2008 beschikte het bedrijf over vijf tramvoertuigen van verschillende types. Het trampark telde twee trams van het type KTM-5M3 (71-605A), één KTM-8M, één KTM-19 alsook één Spektr 71-402. De KTM-8M bereikte Voltsjansk in 2001 maar liep in 2004 onherstelbare schade op. De tram is nog steeds aanwezig maar niet meer inzetbaar. Alle voertuigen nemen hun stroom, middels een beugelstroomafnemer, af van de enkelvoudige bovenleiding. Aan de Westelijke dorpsingang van Lesnaja Voltschanka kruist de tramlijn gelijkvloers een spooraansluiting van een houtverwerkend bedrijf.

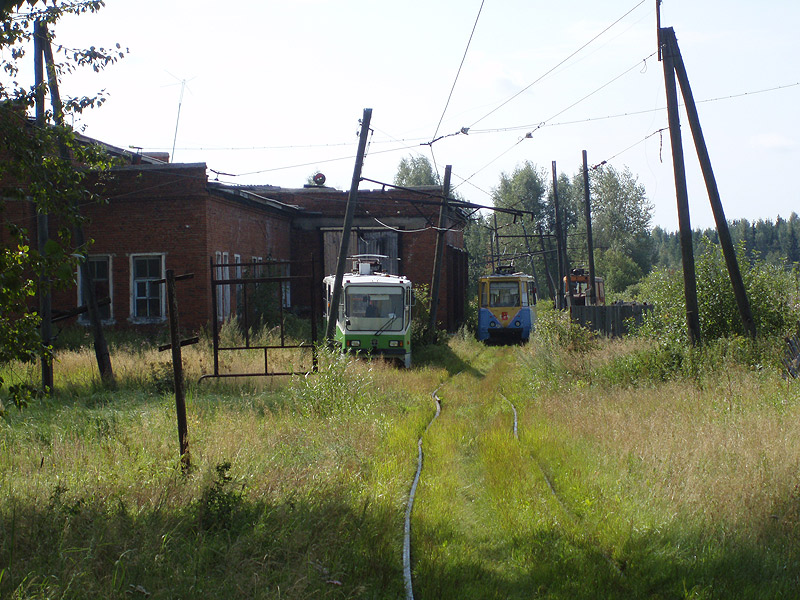
De tramstelplaats

De stelplaats ligt aan de Zuidelijke stadsrand van Voltsjansk in de omgeving van de keerlus van de lijn. Gemeten aan het inwonertal van 9.900 in 2010, is Voltsjansk de kleinste stad in Rusland met een zelfstandig trambedrijf.